# Grant viridifluvius
Grant viridifluvius — викопний вид тарганоподібних комах вимерлої родини Alienopteridae, що існував у ранньому еоцені (50-46 млн років тому). Відбиток екзоскелета комахи виявлений у вапнякових відкладеннях формації Грін Рівер у штаті Колорадо, США. Голотип зберігається у Національному музеї природної історії у Вашингтоні.

## Опис
Комаха завдовжки до 2 см. Ззовні схожа на мурах з вимерлої підродини Sphecomyrminae.

## Оригінальна публікація
- D. Aristov. 2018. Taxonomic names, in Batesian insect-insect mimicry-related explosive radiation of ancient alienopterid cockroaches. Biologia 73:987-1006